# Obtentor
En mejoramiento genético, un “mejorador de variedades vegetales” o, simplemente, un obtentor(a veces llamados “breeder” por el término inglés), es la persona que ha creado, descubierto y puesto a punto una variedad vegetal. Asimismo, obtentor puede ser también el empleador de la persona previamente mencionada o aquel que le haya encargado el trabajo de obtener una variedad y, finalmente, el causahabiente de la primera o de la segunda persona mencionadas, según el caso.
«La persona que ha creado ...» puede ser un agricultor, una compañía semillera o un científico; o sea, cualquier persona puede ser un obtentor. La definición del acta de la Unión Internacional para la Protección de Nuevas Variedades de Plantas (UPOV) también aclara que el obtentor debe ser la persona que «crea» la variedad, es decir, que utiliza los métodos y técnicas del mejoramiento vegetal, las cuales pueden ir desde una simple selección básica realizada por un agricultor aficionado, hasta la aplicación de procedimientos técnicos avanzados, como los de ingeniería genética.
La frase «la persona que ha creado o descubierto y puesto a punto ...» también aclara que el simple descubrimiento o hallazgo no facultaría a la persona a gozar de la protección, sino que es necesaria la puesta a punto de la misma. Este concepto de «puesta a punto» describe el proceso de reproducción o multiplicación y evaluación de la variedad en cuestión.
Así pues, cualquier persona, con independencia de sus antecedentes científicos o jurídicos, del método utilizado, y del esfuerzo volcado en la creación de la variedad, es un obtentor en potencia.

## Normativa

### Internacional de la UPOV
En el caso de la UPOV, una variedad se considerará nueva si, « en la fecha de presentación de la solicitud del obtentor, no se ha producido material de propagación, material de reproducción o un cultivo de la variedad vendido o entregado por el obtentor o con su consentimiento con el fin de explotar la variedad; 
1) en el territorio de la Parte Contratante con la cual se ha presentado la solicitud, por más de un año, y 
2) en un territorio distinto al de la Parte Contratante con la cual se realizó la solicitud archivado por más de cuatro años o, en el caso de árboles y vides, durante más de seis años ».
Desde 1961, siguiendo el llamado Convenio UPOV, la legislación ha tendido a evolucionar en todo el mundo para proteger los derechos legales y comerciales de la propiedad intelectual de los "criadores" (obtentores), en detrimento de muchos agricultores que ya no tienen la oportunidad de reproducir y comercializar libremente las semillas y variedades llamadas "viejas", o las semillas enumeradas en el catálogo (enfoque costoso y que requieren recursos que no están disponibles para los pequeños agricultores). Deben pagar una tarifa al obtentor en cada siembra (o compra de semillas o plántulas)

Este Convenio de la UPOV exige que el "« plazo de protección »" del derecho de obtentor se fije para "« un período definido »", que "« no puede ser inferior a 20 años, a partir de la fecha de concesión del derecho de obtentor. Para árboles y vides, esta duración no puede ser inferior a 25 años, desde esta fecha»"'.

### Unión Europea
La UE es miembro de la UPOV como organización intergubernamental.
En 1994 se creó un sistema comunitario de protección de variedades vegetales que permite la concesión de derechos de propiedad industrial  válidos en el territorio de los 28 Estados miembros (incluyendo a Croacia que se adhirió en julio de 2014) de la Unión Europea (UE)
que comprende más de 450 millones de consumidores.
El sistema de la UE coexiste con los sistemas nacionales de esos 24 Estados miembros de la UE (la doble protección no está autorizada).
Las denominaciones varietales, deben adaptarse a las disposiciones del Reglamento (CE) n.º 930/2000 de la Comisión, de 4 de mayo de 2000, por el que se establecen disposiciones de aplicación referentes a la adecuación de las denominaciones de las variedades de las especies de plantas agrícolas y especies hortícolas. Estas normas exhaustivas y objetivas son de aplicación obligatoria para las variedades que pretendan ser comercializadas en el territorio de la Unión, y se aplican igualmente a las variedades para las que se solicite su protección en la Unión Europea. Sin embargo, los Estados miembros han tenido que introducir en sus legislaciones nacionales sobre protección de obtenciones vegetales dichas disposiciones e impedir que una variedad pueda tener denominaciones diferentes en función del Registro de variedades en el que se solicite. Estas disposiciones de derecho comunitario europeo están, por diversos motivos, en constante adaptación y, por seguridad jurídica, se ha optado por remitirse a aquella y establecer en este reglamento únicamente normas de procedimiento
El Reglamento (CE) n.º 2100/94, del Consejo, de 27 de julio de 1994, conocido como Reglamento Base, viene a señalar la obligatoriedad de todos los Estados miembros de la Unión Europea de dar a las variedades con protección comunitaria el mismo trato que a las variedades con protección nacional

### España
En España, está regulada por la Ley 3/2000, de 7 de enero, de régimen jurídico de la protección de las obtenciones vegetales y el Real Decreto 1261/2005, de 21 de octubre, por el que se aprueba el Reglamento de protección de obtenciones vegetales.
La SG de Medios de Producción Agrícolas y Oficina Española de Variedades Vegetales está reconocida como oficina de examen de la OCVV para más de 50 especies

## Beneficios, limitaciones y críticas del concepto

### Beneficios
La ventaja y el interés en proteger los derechos de los obtentores durante un largo período de tiempo es, según las empresas de semillas, garantizarles ingresos a largo plazo, lo que los alienta a financiar los llamados proyectos de "mejora de plantas". por la "« obtención »" de nuevas variedades comercializables, mejoradas ...

### Inconvenientes
Las principales críticas de los sistemas desarrollados desde 1961 para la protección de los derechos de obtentor (UPOV) son:
- no tienen en cuenta el trabajo de selección realizado por miles de generaciones de agricultores y jardineros, un desarrollador de semillas puede apropiarse de gran parte de los beneficios de este trabajo, y privatizarlo y comercializarlo, lo que a veces es comparable a la biopiratería...
- que fomentan la patentabilidad de la vida, la comercialización y la privatización de los seres vivos, con posibles efectos adversos y colaterales considerados incompatibles con el interés general por muchas ONG.
- que están alentando el desarrollo de variedades híbridas (no reproducibles, que hacen que los agricultores y jardineros dependan cada vez más de estas semillas) y los sistemas de protección destructiva de biodiversidad, diversidad genética y prohibiendo la comercialización de variedades viejas no declaradas en el Catálogo oficial de especies y variedades, en un período crítico cuando se enfrentan las amenazas del cambio climático la biodiversidad agrícola es una seguridad para la agricultura del mañana.